# Калинина, Ирина Владимировна
Ирина Владимировна Бажина (Калинина) (род. 8 февраля 1959, Пенза, СССР) — советская прыгунья в воду, заслуженный мастер спорта СССР (1975), олимпийская чемпионка 1980 года. Единственная в истории советских и российских прыжков в воду олимпийская чемпионка в индивидуальных прыжках с 3-метрового трамплина.

## Биография

### Спортивная карьера
На Олимпиаде 1976 года в Монреале на вышке оказалась четвёртой, а на 3-метровом трамплине — седьмой. На Олимпиаде 1980 года в Москве стала чемпионкой на трамплине.
Трёхкратная чемпионка мира, на чемпионатах Европы завоевала 5 медалей. 20-кратный призёр чемпионатов СССР.
В 1981 году окончила факультет физического воспитания Пензенского педагогического института имени В. Г. Белинского. Работала спортсменом-инструктором сборной команды СССР 1972-84 г.г. по прыжкам в воду. С 1984 г. — тренер-преподаватель СДЮШОР.
В 1984 году ушла из большого спорта. На ЦСДФ в 1984 году был снят документальный фильм «И всё сначала каждый раз» (реж. Т. Чубакова) о завершении карьеры и начале тренерской работы.

### Тренерская карьера
После окончания карьеры работает тренером в Пензе. Заслуженный тренер России.
Муж Валерий Бажин — бывший прыгун в воду, мастер спорта международного класса, заслуженный тренер России.
Дочь Надежда Бажина — прыгунья в воду, мастер спорта международного класса России, чемпионка Европы, участница летних Олимпийских игр 2012 года в Лондоне.
В честь Ирины Калининой с 1988 года в Пензе проводится ежегодное первенство по прыжкам в воду.